# Alvan Graham Clark
Alvan Graham Clark (10 de julio de 1832-9 de junio de 1897) fue un astrónomo y óptico estadounidense, constructor de grandes objetivos para telescopios refractores.

## Semblanza
Inició su aprendizaje en el fundido, talla y pulido del vidrio óptico con su padre, Alvan Clark, a quien ayudó en el trabajo hasta su fallecimiento en 1887. Junto con él fundó la Alvan Clark and Sons, fábrica de objetivos para telescopios que con el tiempo sería una importante compañía óptica estadounidense, fabricante de las mayores lentes de telescopios en los siglos XIX y XX. 
En 1860 comenzaron la construcción de una gran lente que sería instalada en un telescopio de la Universidad de Misisipi, de 47 cm de diámetro, que cuando fuese terminado se convertiría en el mayor de Estados Unidos (por delante de la de 38 cm del Observatorio de Harvard). Al terminar el trabajo en 1862, quiso probar su calidad óptica apuntando a la estrella Sirio y descubrió junto a ella una diminuta estrella nunca vista antes, Sirio B, éxito que catapultó a la fama a los ópticos americanos por todo el mundo. (La lente no llegó nunca a su destino: después de la Guerra de Secesión terminó instalada en el Observatorio Dearbon de la Universidad de Chicago, en donde sería utilizada provechosamente para realizar estudios de Júpiter y de estrellas dobles). La órbita de Sirio B había sido determinada matemáticamente por Peters en 1850, mucho antes de confirmar la existencia de dicha estrella.
En colaboración íntima con su padre pulió los objetivos de numerosos telescopios estadounidenses: el de 66 cm del Observatorio Naval de los Estados Unidos (1872), el de 91 cm del Observatorio Lick (1888) y el de 102 cm del Observatorio Yerkes, todavía el refractor mayor del mundo (1895). Esta sería la mayor lente fabricada jamás para un telescopio: terminada en octubre de 1895, tiene 230 kg de peso y una focal de 18 metros, entrando en funcionamiento el 21 de mayo de 1897.
Con su padre y un hermano habían fundado la compañía Alvan Clark & Sons, encargada de comercializar las grandes lentes ideadas por los Clark.
Cuando trabajaba en el proyecto para fabricar una gigantesca lente de 152 cm de diámetro falleció: esta realización nunca se llevó a cabo.

## Reconocimientos
- El cráter lunar Clark lleva desde 1970 este nombre en su memoria, honor compartido con su padre Alvan Clark (1804-1887).[1]

## Publicaciones
- On Supposed Effects of Strain in Telescopic Objectives, (1897), Science, Volumen 5, n.º 124, p. 768.